# 557e division d'infanterie

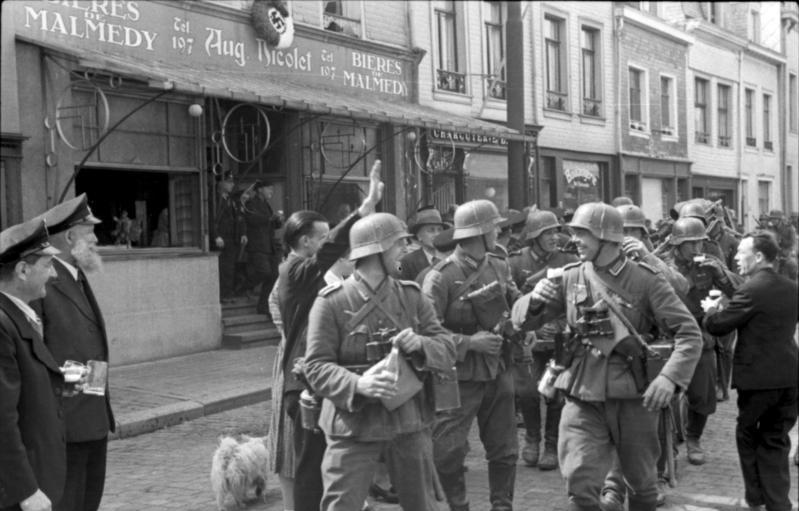

La  557e division d'infanterie (en allemand : 557. Infanterie-Division ou 557. ID) est une des divisions d'infanterie de l'armée allemande (Wehrmacht) durant la Seconde Guerre mondiale.

## Création
La 557. Infanterie-Division est formée le 15 février 1940 à partir de la Divisionstab z.b.V. 427 dans le Wehrkreis IV en tant qu'élément de la 9. Welle (9e vague de mobilisation).
Organisée comme une division statique, elle officie le long du West Wall (mur de l'Ouest ou Ligne Siegfried) sur le Haut-Rhin où elle prend part à des opérations de protection des frontières, de sécurité et de défenses anti-aériennes.
Après l'invasion de la France, au cours de laquelle elle avance avec le XXXV. Armeekorps de la 7. Armee en Alsace, la division est dissoute le 13 août 1940 dans la région de Zeitz et de Weissenfels.

## Organisation

### Commandants
| Date                          | Grade           | Commandant      |
| ----------------------------- | --------------- | --------------- |
| 7 février 1940 - 24 août 1940 | Generalleutnant | Hermann Kuprion |

### Officiers d'opérations (Generalstabsoffiziere (Ia))
| Date                        | Grade  | Commandant    |
| --------------------------- | ------ | ------------- |
| Février 1940 – 13 août 1940 | Oberst | Philipp Rauch |

## Théâtres d'opérations
- West Wall : Février 1940 – Juin 1940
- France : Juin 1940 – Juillet 1940
- Allemagne : Juillet 1940 – Août 1940

## Ordres de bataille
- Infanterie-Regiment 632
- Infanterie-Regiment 633
- Infanterie-Regiment 634
- Artillerie-Regiment 557
  - I. Abteilung
  - II. Abteilung
  - III. Abteilung
- Beobachtungs-Abteilung 557
- Nachrichten-Kompanie (plus tard, Abteilung) 557
- Versorgungseinheiten 557